# جانی مرسمان
جانی مرسمان (انگلیسی: Gianni Meersman؛ زادهٔ ۵ دسامبر ۱۹۸۵) دوچرخه‌سوار اهل بلژیک است.
از باشگاه‌هایی که در آن بازی کرده‌است می‌توان به تیم کوئیک‌استپ فلورز، تیم لوتو–سودال، تیم دوچرخه‌سواری اف‌دی‌جی، تیم دوچرخه‌سواری یو.اس. پوستال سرویس، و تیم لوتو–سودال اشاره کرد.